# Horanges
Horanges var en musikgrupp från Siljansnäs i Dalarna.
Horanges spelade runt om i Sverige på 1960-talet. Populärast var de i Stockholm och Dalarna.
De spelade in två vinylsinglar på 1960-talet. "Sticks and stones och The Corale" Skivbolag: Odeon/EMI. Producent: Anders Henriksson. Numera har singlarna ett högt samlarvärde.[källa behövs] Skivorna gavs ut även utanför Sverige. Horanges var även med i TV-programmet "Stänk". Horanges blev bl.a. tvåa i Dalamästerskapet i pop 1966. Vann gjorde Slamcreepers med Björn Skifs som sångare.
Horanges gjorde en tillfällig spelning 1993, då på en välbesökt nostalgikonsert i Siljansnäs.[källa behövs] 2012 lyckades man åter samla Horanges för att, som ett av 12 kända gamla och nya band, medverka vid en stor gala på Dalasalen i Falun. Den fullsatta galan hade som mål att samla in pengar för att hjälpa Dalarnas museum att köpa in en unik samling av Hagströmgitarrer. Horanges spelning var mycket uppskattad och finns dokumenterad på Youtube.

## Medlemmar
- Brocke Pettersson: Trummor. (Brocke sjöng i en låt: "Surfing Bird".)
- Conny Lundholm: Bas/sång.
- Sverker Belin: Gitarr/sång.
- Sören (Svensson)Winqvist: Gitarr/sång.
- Pelle Samuelsson: Orgel/sång.